# ムドン
ムドン（ビルマ語：မုဒုံမြို့、モン語：မိုဟ်ပ္ဍုၚ်）は、ミャンマー南東部のモン州にある町で、モウラミャインから南に29 kmの距離にある。ムドンは、モウラミャインからタンビュザヤ（Thanbyuzayat）、チャイッカミ（Amherst）、サッセビーチ（Setsae Beach）に向かう道路に沿った場所にある。

## 語源
"ムドン "は、モン語の "Mudeung"（モン語：မိုဟ်ပ္ဍုၚ်; /mùh dɜŋ/）に由来し、"塩の山頂 "を意味する。

## 見どころ
世界最大の涅槃仏である「ウィン・セイン涅槃仏（ウィンセントーヤ）」は、ムドンの一大観光スポットである。ウィン・セイン涅槃仏は、500体のアラハンの弟子の等身大の仏像が沿道にならぶ車道から入る事が出来る。涅槃仏は長さ180メートル、高さ30メートル。内部には、シンガポールのホー・パー・ヴィラに似た仏教の教えのジオラマが描かれた部屋が多数ある。
その他の見どころとしては、カンギパゴダ、カンギ湖、ジョンジョンジャ森の僧院、カマウェット村のモン文化、キョウトタロンタウンとヤダナタウンの石灰岩層などがある。

## 伝統
地元の女性たちは、伝統的な木の織機で赤チェック柄の紋様（ロンジー）を織ることで有名。

## ギャラリー

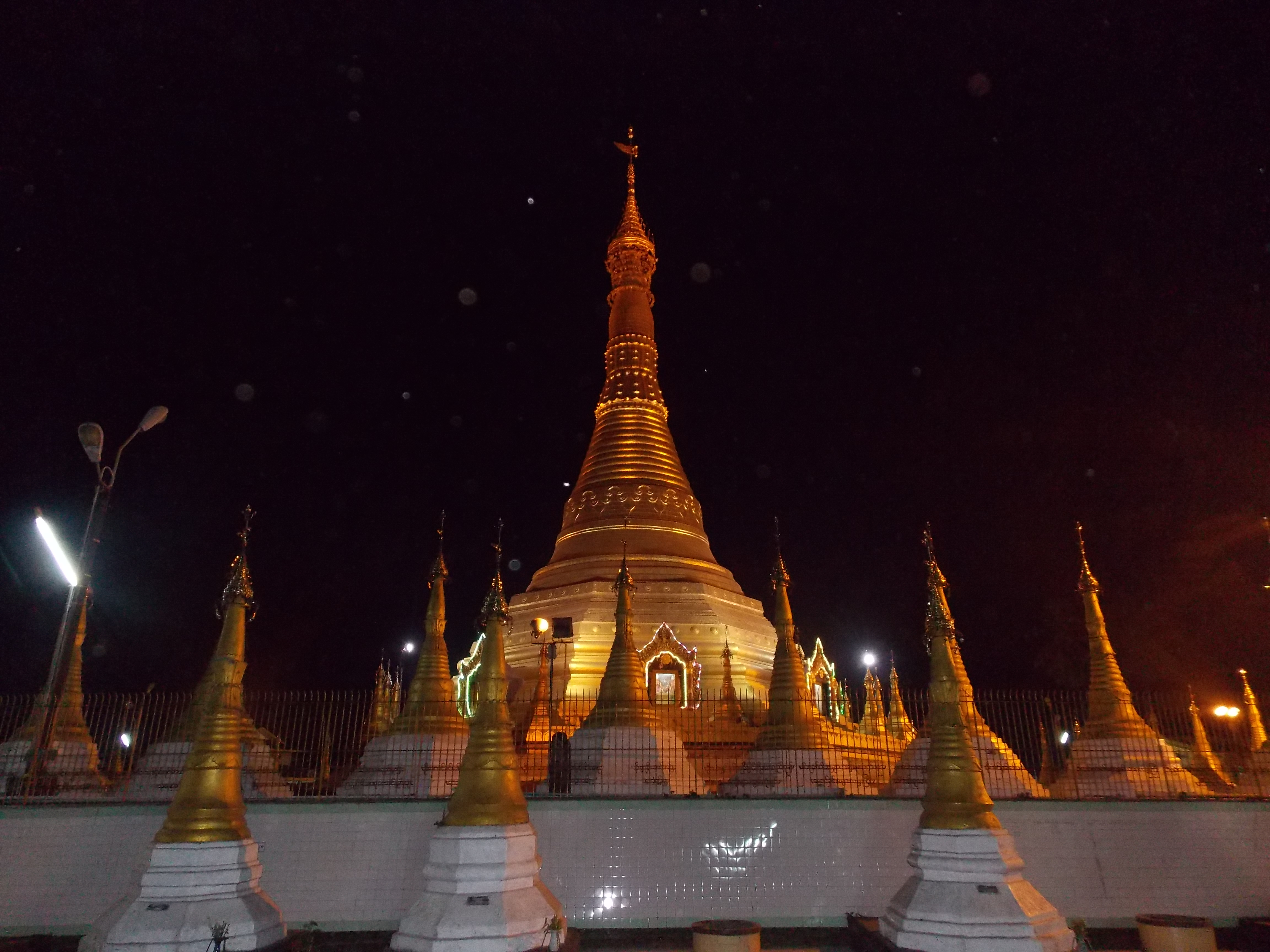
Kangyi Pagoda at Mudon
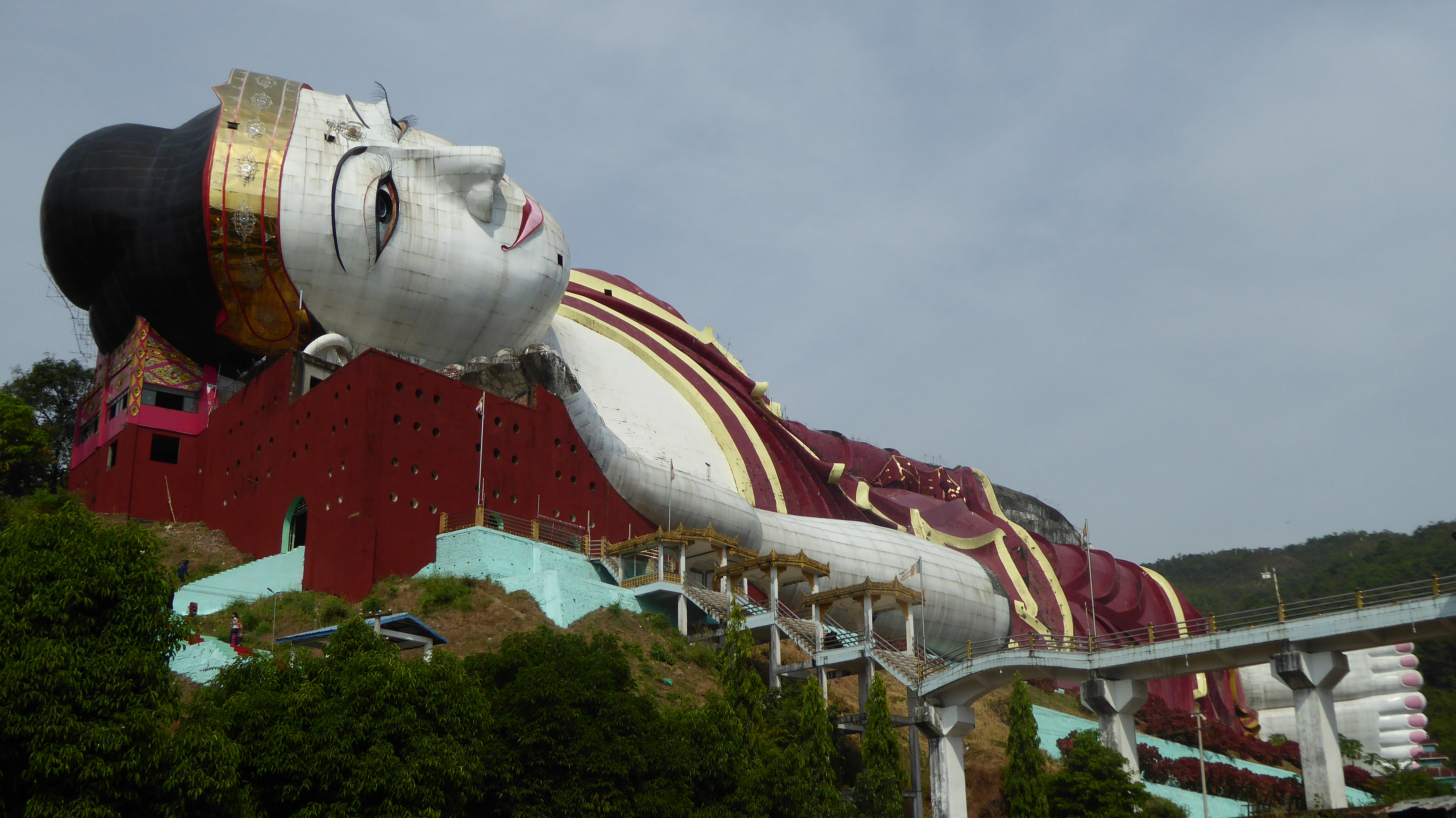
Win Sein Taw Ya - Reclining Buddha
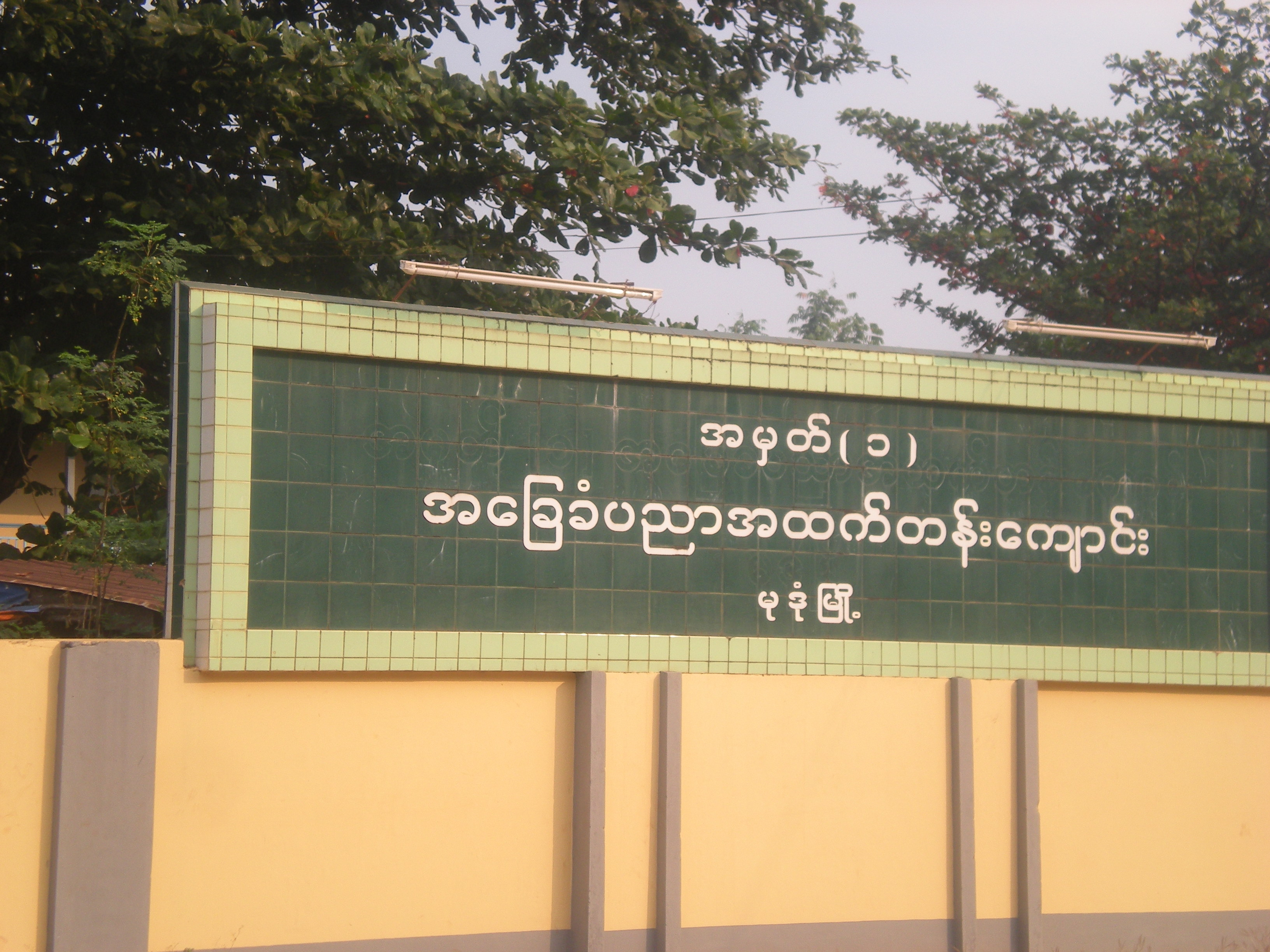
Mudon High School
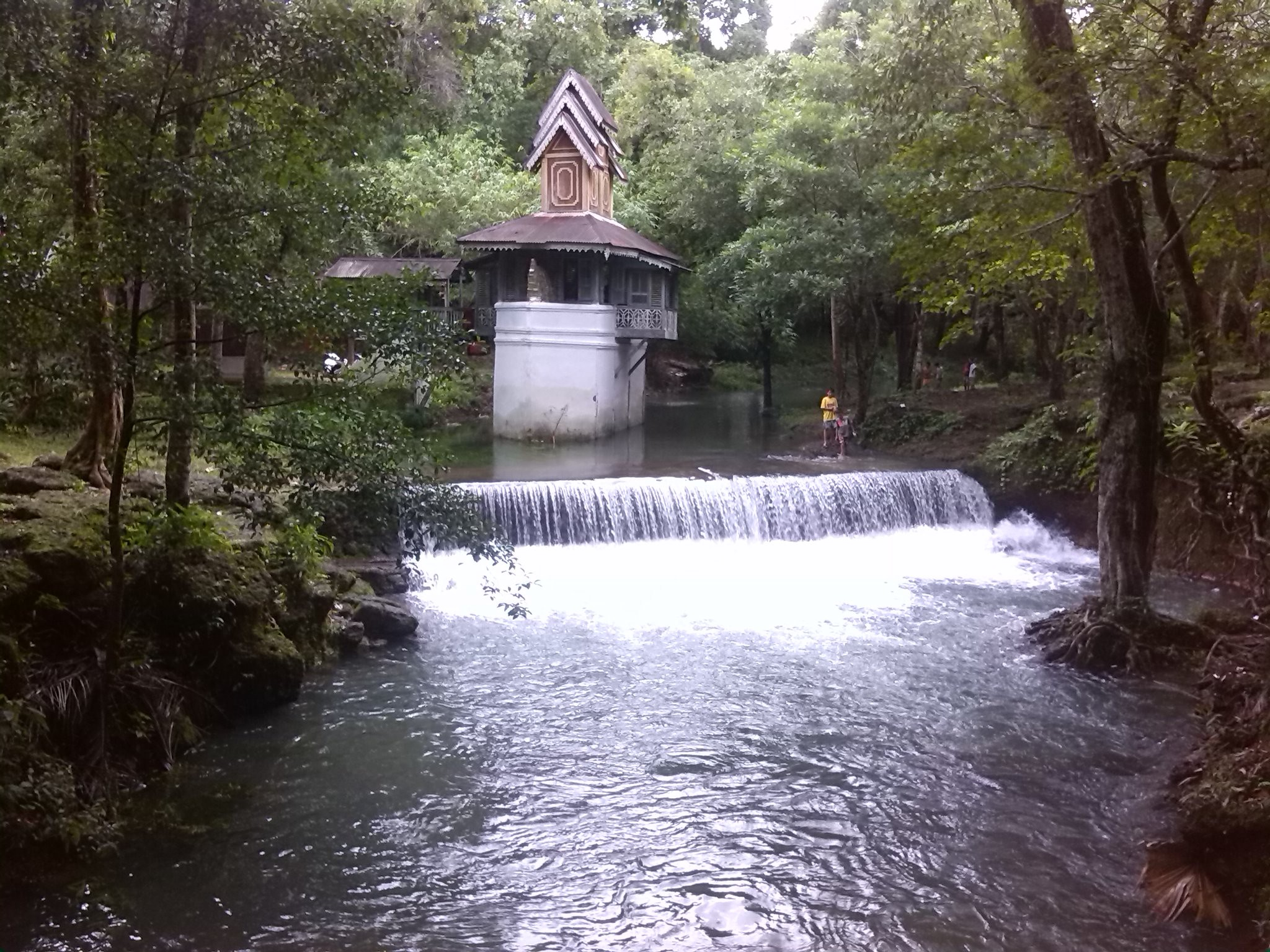
Jon Jon Ja Forest Monastery Waterfall
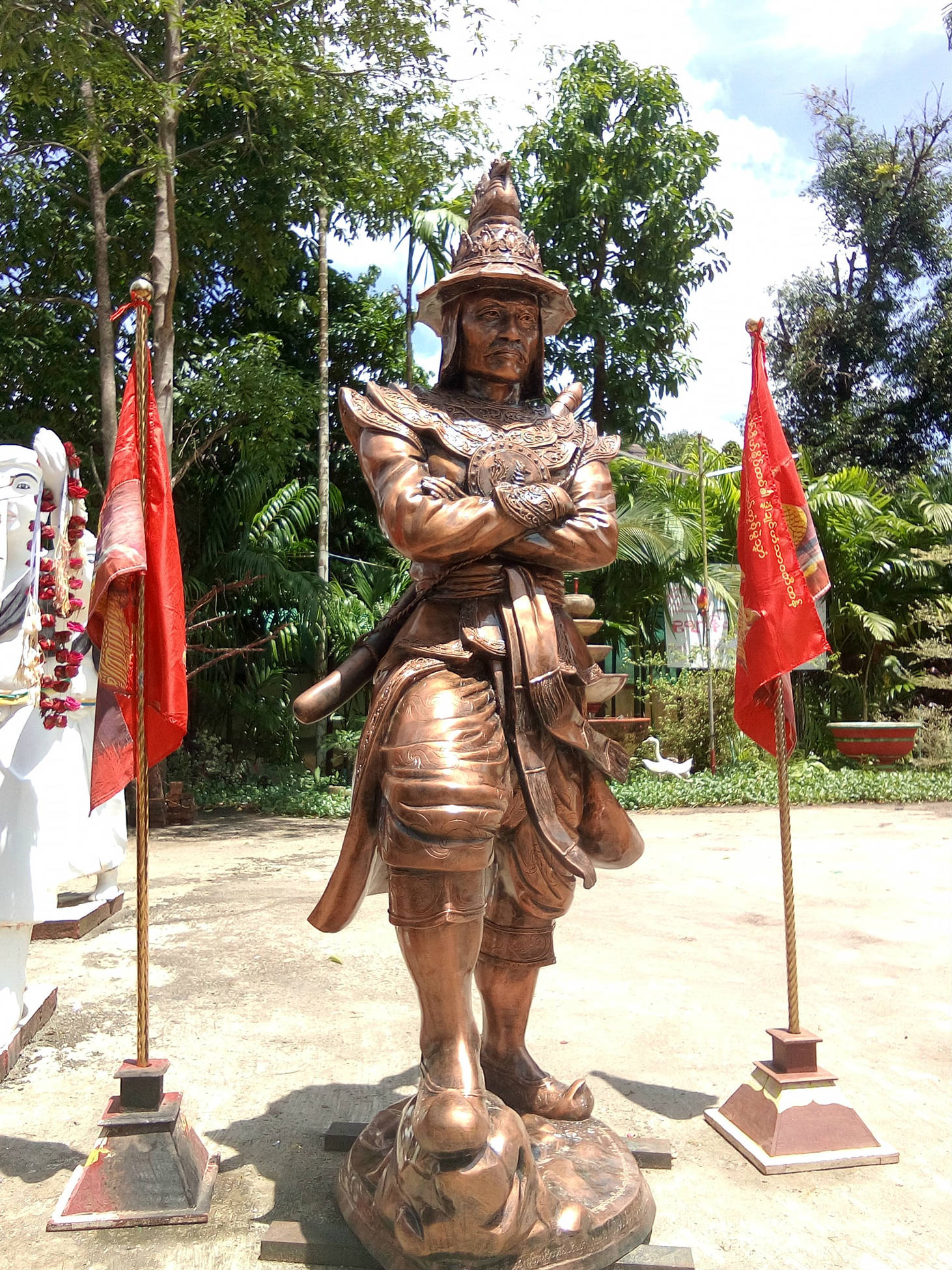
Statue of Razadarit at Kamawet Village